# Emmy Lou Packard
Pour les articles homonymes, voir Packard.
Emmy Lou Packard, également connue sous le nom de Betty Lou Packard (1914-1998), est une artiste californienne d'après-guerre connue pour ses peintures, ses gravures et ses peintures murales.
Elle capture les scènes de la vie quotidienne et des moments plus intimistes dans des compositions romantiques. Très influencée par Frida Kahlo et Diego Rivera, elle est sensibilisée à l'activisme social et crée des séries de gravures et de peintures autour de cette thématiques, en particulier du travailleur migrant.

## Biographie

### Jeunesse et formation
Emmy Lou Packard naît le 15 avril 1914, près d'El Centro, en Californie. Elle est la fille d'Emma et Walter Packard (en), un agronome de renommée internationale qui a fondé une communauté coopérative agricole dans la vallée Imperial.
En 1927, la famille Packard se rend au Mexique pour le travail de consultant de Walter auprès du gouvernement mexicain travaillant sur les questions de réforme agraire et de colonisation agraire. Emmy, alors âgée de 13 ans, peint et dessine déjà. Sa mère lui présente les artistes Diego Rivera et Frida Kahlo, ce qui marque le début d'un mentorat et d'une longue amitié,,,.
En 1934, elle s'enfuit au Nevada avec l'architecte Burton Cairns, récemment diplômé de l'Université de Californie à Berkeley. Ils ont un enfant, Donald Cairns.
En 1936, Packard obtient son baccalauréat de l'Université de Californie à Berkeley et étudie ensuite la sculpture, la peinture murale et la fresque au San Francisco Art Institute,. Elle maintient une correspondance avec Kahlo et Rivera.

### Carrière
En 1939, son mari, Burton Cairns, meurt dans un accident de voiture. Après sa mort, elle se rend au Mexique pour vivre avec Rivera et Kahlo, travaillant comme assistante de studio,. Pendant son séjour avec Rivera et Kahlo, elle prend plusieurs photos du couple.
Lorsque Diego Rivera se rend à San Francisco en 1940 pour l'exposition internationale du Golden Gate, il demande à Emmy d'être son assistante en chef pour peindre la fresque Pan American Unity (en). Le San Francisco Museum of Art consacre une exposition à Emmy Lou Packard en 1942.
Entre 1944 et 1945, elle travaille brièvement comme illustratrice d'un journal syndical pour les chantiers navals de la région de la baie de San Francisco,,.
Packard conçoit et réalise la fresque à l'extérieur de la salle à manger commune de l'Université de Californie à Berkeley, dans le centre du syndicat étudiant de Lower Sproul. Elle conçoit également le parapet de la terrasse qui est agrémenté d'un bas-relief mural moderniste de 26 × 1,5 m représentant des éléments du paysage californien, notamment des falaises côtières, des champs cultivés, des montagnes et des rivières situées sur la façade centrale du Centre étudiant Chávez de l'Université de Californie à Berkeley, dans le Lower Sproul.
En 1949, elle expose à nouveau au San Francisco Museum of Art, cette fois aux côtés de Byron Randall, Robert P. McChesney et Edward Corbett (en). Le 29 mai 1959, elle épouse le premier ; ils divorcent en 1972.
Packard est une membre active de la communauté du Mission District de San Francisco et du mouvement des peintures murales communautaires de San Francisco. En 1974, elle est conseillère technique en matière de peintures murales pour la peinture du bâtiment de la Bank of America située à l'angle de Mission Street avec 23rd Street ; les artistes locaux qui ont peint cette fresque sont Jesús « Chuy » Campusano, Luis Cortázar et Michael Rios. En 1960 et 1975, Packard et Dorothy Wagner Puccinelli restaurent des peintures murales, dont celles de la Coit Tower.
Emmy Lou Packard meurt le 22 février 1998 à San Francisco du diabète et de maladies connexes.
En 2022, le Richmond Art Centre a organisé une exposition des linogravures de Packard : « Emmy Lou Packard : Artist of Conscience »,,.

## Collections
- États-Unis
  - National Gallery of Art, Washington, DC (linogravures)[16]
  - Philadelphia Museum of Art, Philadelphie (linogravures)[17]
  - Musée de la Californie à Oakland, Oakland (Californie) (estampes d'après des gravures de Packard)[18]
  - Crocker Art Museum, Sacramento[2]

- Royaume-Uni
  - British Museum, Londres (linogravures)[19]